# Collegio di Kilmarnock and Loudoun
Kilmarnock and Loudoun è un collegio elettorale della Camera dei Comuni del Parlamento del Regno Unito situato in Scozia. Elegge un membro del Parlamento con il sistema maggioritario a turno unico; rappresentante del collegio, dal 2024, è la laburista Lillian Jones.

## Estensione
Il collegio consiste della parte settentrionale dell'Ayrshire Orientale e comprende le città di Kilmarnock e Loudoun.
Nel 2005 il collegio fu allargato per includere parti dell'ex Collegio di Carrick, Cumnock and Doon Valley.
Esistette un distretto del governo locale, denominato "Kilmarnock and Loudoun", che copriva un'area simile dal 1975 al 1996. Alle elezioni del 1983 il distretto era coincidente con i confini del collegio.
Il collegio non ha gli stessi confini del collegio omonimo utilizzato per l'elezione del Parlamento scozzese.
Le principali città sono:
- Newmilns and Greenholm
- Catrine*
- Auchinleck*
- Darvel
- Galston
- Hurlford
- Kilmarnock
- Kilmaurs
- Logan*
- Lugar*
- Mauchline*
- Muirkirk*
- Ochiltree*
- Sorn*
- Stewarton

Le città con asterisco non erano parte del collegio originale di Kilmarnock and Loudoun, ma furono assorbite dal vecchio collegio di Carrick, Cumnock and Doon Valley.

## Membri del parlamento
| Elezione | Elezione   | Deputato        | Partito         |
| -------- | ---------- | --------------- | --------------- |
|          | 1983       | Willie McKelvey | Laburista       |
| 1997     | Des Browne |                 | Laburista       |
|          | 2010       | Cathy Jamieson  | Laburista Co-Op |
|          | 2015       | Alan Brown      | SNP             |
|          | 2024       | Lillian Jones   | Laburista       |

## Risultati elettorali

### Elezioni negli anni 2020
| Partito                    | Partito                                  | Candidato                  | Risultati 4 luglio 2024 | Risultati 4 luglio 2024 |
| Partito                    | Partito                                  | Candidato                  | Voti                    | %                       |
| -------------------------- | ---------------------------------------- | -------------------------- | ----------------------- | ----------------------- |
|                            | Laburista                                | Lillian Jones              | 19 055                  | 44,86                   |
|                            | SNP                                      | Alan Brown                 | 13 936                  | 32,81                   |
|                            | Conservatore                             | Jordan Cowie               | 3 527                   | 8,30                    |
|                            | Reform UK                                | William Thomson            | 3 472                   | 8,17                    |
|                            | Verde                                    | Bex Glen                   | 1 237                   | 2,91                    |
|                            | Lib Dem                                  | Edward Thornley            | 850                     | 2,00                    |
|                            | Indipendente                             | Stephen MacNamara          | 401                     | 0,94                    |
|                            |                                          |                            |                         |                         |
| Iscritti                   | Iscritti                                 | Iscritti                   | 74 628                  | 100,00                  |
| ↳ Votanti (% su iscritti)  | ↳ Votanti (% su iscritti)                | ↳ Votanti (% su iscritti)  | 42 478                  | 56,92                   |
| ↳ Astenuti (% su iscritti) | ↳ Astenuti (% su iscritti)               | ↳ Astenuti (% su iscritti) | 32 150                  | 43,08                   |
|                            |                                          |                            |                         |                         |
|                            | Esito: collegio passa da SNP a Laburista |                            |                         |                         |

### Elezioni negli anni 2010
| Partito                    | Partito                          | Candidato                  | Risultati 12 dicembre 2019 | Risultati 12 dicembre 2019 |
| Partito                    | Partito                          | Candidato                  | Voti                       | %                          |
| -------------------------- | -------------------------------- | -------------------------- | -------------------------- | -------------------------- |
|                            | SNP                              | Alan Brown                 | 24 216                     | 50,84                      |
|                            | Conservatore                     | Caroline Hollins           | 11 557                     | 24,26                      |
|                            | Laburista                        | Kevin McGregor             | 9 009                      | 18,91                      |
|                            | Liberal Democratici              | Edward Thornley            | 2 444                      | 5,13                       |
|                            | Libertariano                     | Stef Johnstone             | 405                        | 0,85                       |
|                            |                                  |                            |                            |                            |
| Iscritti                   | Iscritti                         | Iscritti                   | 74 517                     | 100,00                     |
| ↳ Votanti (% su iscritti)  | ↳ Votanti (% su iscritti)        | ↳ Votanti (% su iscritti)  | 47 631                     | 63,92                      |
| ↳ Astenuti (% su iscritti) | ↳ Astenuti (% su iscritti)       | ↳ Astenuti (% su iscritti) | 26 886                     | 36,08                      |
|                            |                                  |                            |                            |                            |
|                            | Esito: collegio confermato a SNP |                            |                            |                            |

| Partito                    | Partito                          | Candidato                  | Risultati 8 giugno 2017 | Risultati 8 giugno 2017 |
| Partito                    | Partito                          | Candidato                  | Voti                    | %                       |
| -------------------------- | -------------------------------- | -------------------------- | ----------------------- | ----------------------- |
|                            | SNP                              | Alan Brown                 | 19 690                  | 42,34                   |
|                            | Laburista Co-Op                  | Laura Dover                | 13 421                  | 28,86                   |
|                            | Conservatore                     | Alison Harper              | 12 404                  | 26,67                   |
|                            | Liberal Democratici              | Irene Lang                 | 994                     | 2,14                    |
|                            |                                  |                            |                         |                         |
| Iscritti                   | Iscritti                         | Iscritti                   | 73 358                  | 100,00                  |
| ↳ Votanti (% su iscritti)  | ↳ Votanti (% su iscritti)        | ↳ Votanti (% su iscritti)  | 46 509                  | 63,40                   |
| ↳ Astenuti (% su iscritti) | ↳ Astenuti (% su iscritti)       | ↳ Astenuti (% su iscritti) | 26 849                  | 36,60                   |
|                            |                                  |                            |                         |                         |
|                            | Esito: collegio confermato a SNP |                            |                         |                         |

| Partito                    | Partito                                        | Candidato                  | Risultati 7 maggio 2015 | Risultati 7 maggio 2015 |
| Partito                    | Partito                                        | Candidato                  | Voti                    | %                       |
| -------------------------- | ---------------------------------------------- | -------------------------- | ----------------------- | ----------------------- |
|                            | SNP                                            | Alan Brown                 | 30 000                  | 55,66                   |
|                            | Laburista Co-Op                                | Cathy Jamieson             | 16 362                  | 30,35                   |
|                            | Conservatore                                   | Brian Whittle              | 6 752                   | 12,53                   |
|                            | Liberal Democratici                            | Rodney Ackland             | 789                     | 1,46                    |
|                            |                                                |                            |                         |                         |
| Iscritti                   | Iscritti                                       | Iscritti                   | 75 284                  | 100,00                  |
| ↳ Votanti (% su iscritti)  | ↳ Votanti (% su iscritti)                      | ↳ Votanti (% su iscritti)  | 53 903                  | 71,60                   |
| ↳ Astenuti (% su iscritti) | ↳ Astenuti (% su iscritti)                     | ↳ Astenuti (% su iscritti) | 21 381                  | 28,40                   |
|                            |                                                |                            |                         |                         |
|                            | Esito: collegio passa da Laburista Co-Op a SNP |                            |                         |                         |

| Partito                    | Partito                                      | Candidato                  | Risultati 6 maggio 2010 | Risultati 6 maggio 2010 |
| Partito                    | Partito                                      | Candidato                  | Voti                    | %                       |
| -------------------------- | -------------------------------------------- | -------------------------- | ----------------------- | ----------------------- |
|                            | Laburista Co-Op                              | Cathy Jamieson             | 24 460                  | 52,54                   |
|                            | SNP                                          | George Leslie              | 12 082                  | 25,95                   |
|                            | Conservatore                                 | Janette McAlpine           | 6 592                   | 14,16                   |
|                            | Liberal Democratici                          | Sebastian M. Tombs         | 3 419                   | 7,34                    |
|                            |                                              |                            |                         |                         |
| Iscritti                   | Iscritti                                     | Iscritti                   | 74 129                  | 100,00                  |
| ↳ Votanti (% su iscritti)  | ↳ Votanti (% su iscritti)                    | ↳ Votanti (% su iscritti)  | 46 553                  | 62,80                   |
| ↳ Astenuti (% su iscritti) | ↳ Astenuti (% su iscritti)                   | ↳ Astenuti (% su iscritti) | 27 576                  | 37,20                   |
|                            |                                              |                            |                         |                         |
|                            | Esito: collegio confermato a Laburista Co-Op |                            |                         |                         |

### Elezioni degli anni 2000
| Partito                    | Partito                                | Candidato                  | Risultati 5 maggio 2005 | Risultati 5 maggio 2005 |
| Partito                    | Partito                                | Candidato                  | Voti                    | %                       |
| -------------------------- | -------------------------------------- | -------------------------- | ----------------------- | ----------------------- |
|                            | Laburista                              | Des Browne                 | 20 976                  | 47,26                   |
|                            | SNP                                    | Daniel Coffey              | 12 273                  | 27,65                   |
|                            | Conservatore                           | Gary Smith                 | 5 026                   | 11,32                   |
|                            | Liberal Democratici                    | Sebastian M. Tombs         | 4 945                   | 11,14                   |
|                            | UKIP                                   | Kevin Lang                 | 833                     | 1,88                    |
|                            | Socialista                             | Hugh Kerr                  | 330                     | 0,74                    |
|                            |                                        |                            |                         |                         |
| Iscritti                   | Iscritti                               | Iscritti                   | 72 878                  | 100,00                  |
| ↳ Votanti (% su iscritti)  | ↳ Votanti (% su iscritti)              | ↳ Votanti (% su iscritti)  | 44 383                  | 60,90                   |
| ↳ Astenuti (% su iscritti) | ↳ Astenuti (% su iscritti)             | ↳ Astenuti (% su iscritti) | 28 495                  | 39,10                   |
|                            |                                        |                            |                         |                         |
|                            | Esito: collegio confermato a Laburista |                            |                         |                         |

| Partito                    | Partito                                | Candidato                  | Risultati 7 giugno 2001 | Risultati 7 giugno 2001 |
| Partito                    | Partito                                | Candidato                  | Voti                    | %                       |
| -------------------------- | -------------------------------------- | -------------------------- | ----------------------- | ----------------------- |
|                            | Laburista                              | Des Browne                 | 19 926                  | 52,90                   |
|                            | SNP                                    | John M. Brady              | 9 592                   | 25,47                   |
|                            | Conservatore                           | Donald Reece               | 3 943                   | 10,47                   |
|                            | Liberal Democratici                    | John Stewart               | 3 177                   | 8,43                    |
|                            | Socialista                             | Hugh Kerr                  | 1 027                   | 2,73                    |
|                            |                                        |                            |                         |                         |
| Iscritti                   | Iscritti                               | Iscritti                   | 61 343                  | 100,00                  |
| ↳ Votanti (% su iscritti)  | ↳ Votanti (% su iscritti)              | ↳ Votanti (% su iscritti)  | 37 665                  | 61,40                   |
| ↳ Astenuti (% su iscritti) | ↳ Astenuti (% su iscritti)             | ↳ Astenuti (% su iscritti) | 23 678                  | 38,60                   |
|                            |                                        |                            |                         |                         |
|                            | Esito: collegio confermato a Laburista |                            |                         |                         |

## Risultati dei referendum

### Referendum sulla permanenza del Regno Unito nell'Unione europea del 2016
|        | Collegio               | Lasciare UE % | Rimanere in UE % |
| ------ | ---------------------- | ------------- | ---------------- |
|        | Kilmarnock and Loudoun | 39,6%         | 60,4%            |
| Scozia | 38,0%                  | 62,0%         |                  |
|        | Regno Unito            | 51,9%         | 48,1%            |